# NGC 4477
NGC 4477 (również PGC 41260 lub UGC 7638) – galaktyka soczewkowata (SB0), znajdująca się w gwiazdozbiorze Warkocza Bereniki. Została odkryta 8 kwietnia 1784 roku przez Williama Herschela. Należy do gromady galaktyk w Pannie i wchodzi w skład Łańcucha Markariana. Jest to galaktyka Seyferta typu 2.